# Arne Klavenes
Arne Kristian Klavenes (nascido em 26 de julho de 1952) é um ex-ciclista norueguês de ciclismo de estrada.
Competiu nos Jogos Olímpicos de Verão de 1976 em Montreal, onde terminou na oitava posição nos 100 km contrarrelógio por equipes com a equipe norueguesa que consistiu de Geir Digerud, Stein Bråthen, Magne Orre e Klavenes.